# Servicio de Medios Aéreos
El Servicio de Medios Aéreos (SMA) es la unidad aérea del Cuerpo Nacional de Policía de España. Depende de la División de Operaciones y Transformación Digital, que se encarga de la gestión, explotación y mantenimiento de las aeronaves policiales. Esta unidad sirve como apoyo aéreo para el resto de unidades del cuerpo, participando también en misiones de ayuda humanitaria y así como de auxilio a la ciudadanía.

## Historia

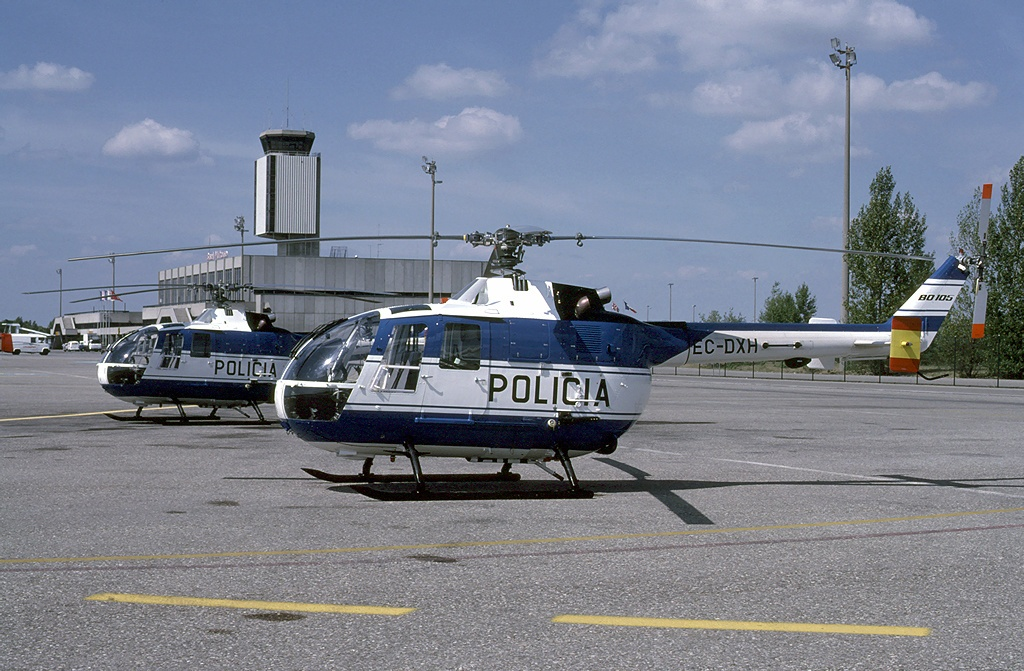
Una pareja de helicópteros MBB Bö-105, en el año 1985.

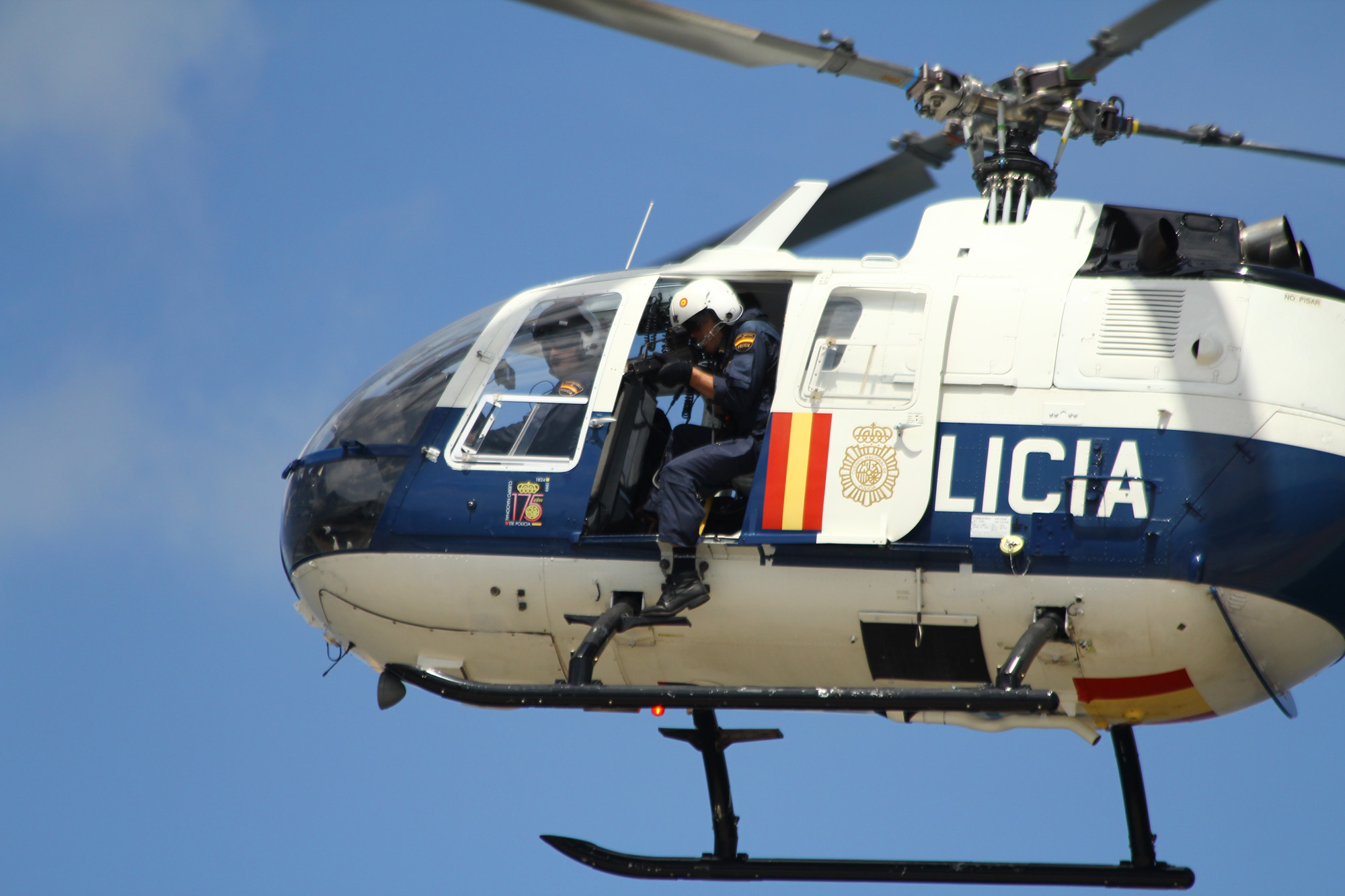

En el año 1975, el Cuerpo Nacional de Policía incorporó sus dos primeras unidades del modelo Aérospatiale Alouette II. Posteriormente, en 1979, se decidió agrupar estas unidades dentro de la Sección de Helicópteros, germen del actual SMA, como una unidad de apoyo a las unidades terrestres.
Años más tarde, debido al aumento de actividad de la unidad, se adquieren los primeros MBB Bö-105, del cual se llegaron a incorporar un total de 16 unidades. En el año 2002, se incorpora el Eurocopter EC 120, como helicóptero de entrenamiento. En 2003 se empezaría a reemplazar la flota de Bö-105, mediante la adquisición de helicópteros Eurocopter EC 135. En septiembre de 2010, se incorporó el modelo Eurocopter EC 225. Este aparato fue vendido en el año 2013 a la empresa fabricante, adquiriendo a cambio nuevas unidades ligeras.
También en 2003, el SMA incorporó sus primeras unidades de ala fija, que procedían de incautaciones policiales.
En 2021 se firmó un contrato conjunto entre los Ministerios de Interior y Defensa para la adquisición de 36 Airbus H135, de los cuales 9 corresponden a la Policía Nacional.

## Uniformidad
El actual estrenado en 2021, con el único añadido que era una Boina del mismo color del uniforme en lugar de tener la Gorra de Beisbol como los de Seguridad Ciudadana.
| Uniformes de la SMA |           |                 |
|                     |           |                 |
| 1990-2009           | 2009-2021 | 2021-Actualidad |

## Unidades en servicio
El Servicio de Medios Aéreos dispone de un total de 2 aviones, 31 helicópteros, y un AAV en servicio.
| Aeronaves                 | Origen              | Tipo                         | Versión                     | En servicio         |                     |                     |
| Aviones Utilitarios       | Aviones Utilitarios | Aviones Utilitarios          | Aviones Utilitarios         | Aviones Utilitarios | Aviones Utilitarios | Aviones Utilitarios |
| ------------------------- | ------------------- | ---------------------------- | --------------------------- | ------------------- | ------------------- | ------------------- |
| Beechcraft Super King Air | Estados Unidos      | Transporte                   | B200                        | 1                   |                     |                     |
| Cessna Citation II        | Estados Unidos      | Transporte                   | 550 Citation II             | 1                   |                     |                     |
| Helicópteros              |                     |                              |                             |                     |                     |                     |
| MBB Bö-105                | Alemania            | Helicóptero de transporte    | Bö-105CB, CB-4, CBS y CBS-4 | 8                   |                     |                     |
| Eurocopter EC 120         | Unión Europea       | Helicóptero de entrenamiento | EC 120B                     | 2                   |                     |                     |
| Eurocopter EC 135         | Unión Europea       | Helicóptero de transporte    | EC 135P-2 y P-2+            | 16                  |                     |                     |
| Airbus Helicopters H135   | Unión Europea       | Helicóptero de transporte    | H135P3H                     | 9                   |                     |                     |
| Vehículo Aéreo Autónomo   |                     |                              |                             |                     |                     |                     |
| EHang 216                 | China               | AAV                          |                             | 1                   |                     |                     |

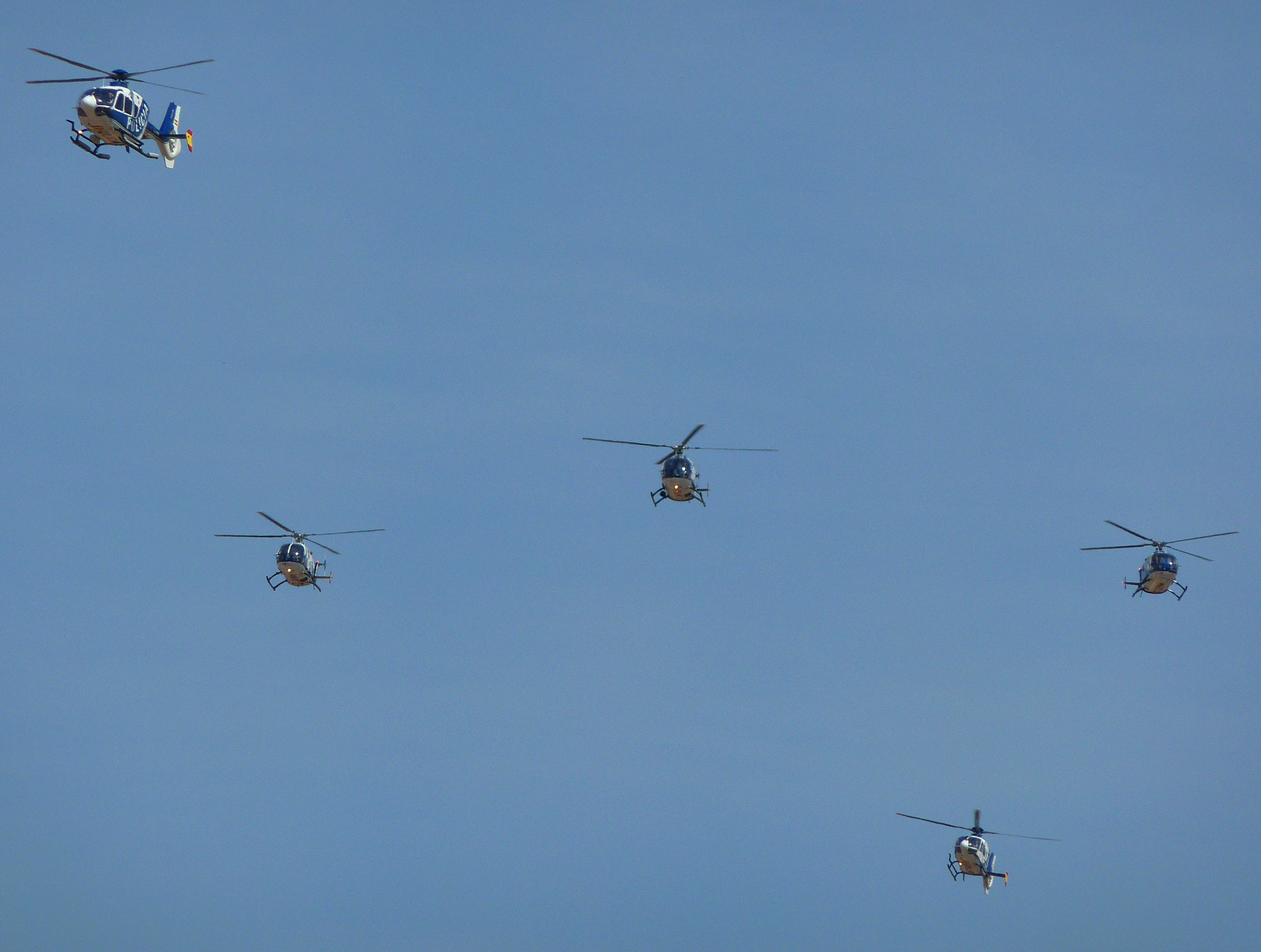
Formación de 3 helicópteros Bö-105 y 2 EC-135P-2.
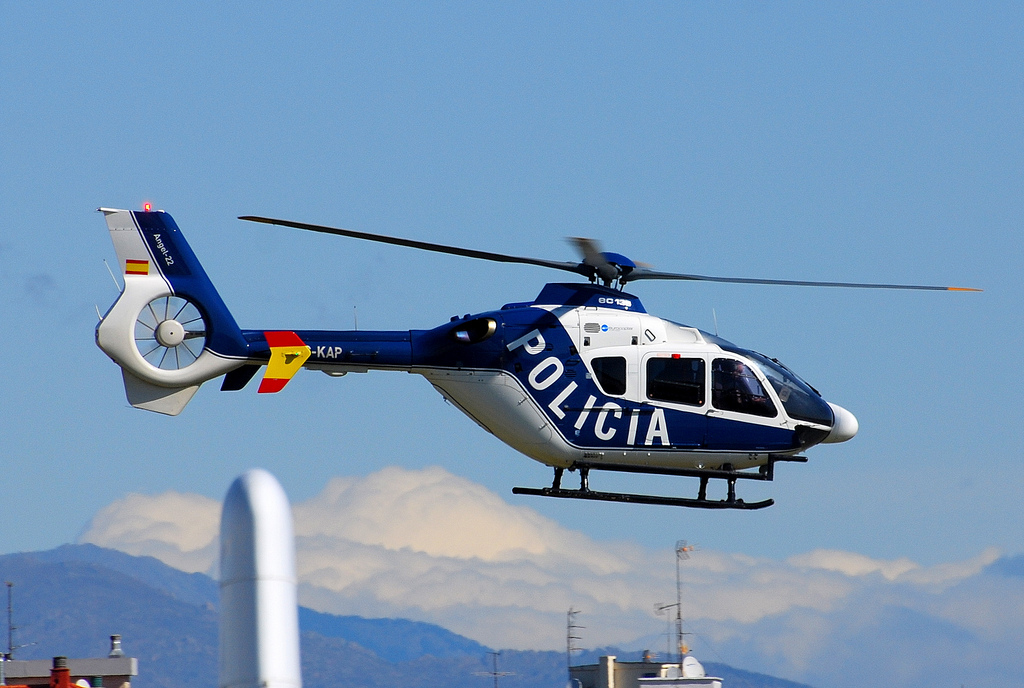
Eurocopter EC 135P-2+ del SMA despegando del Aeropuerto de Cuatro Vientos, Madrid.
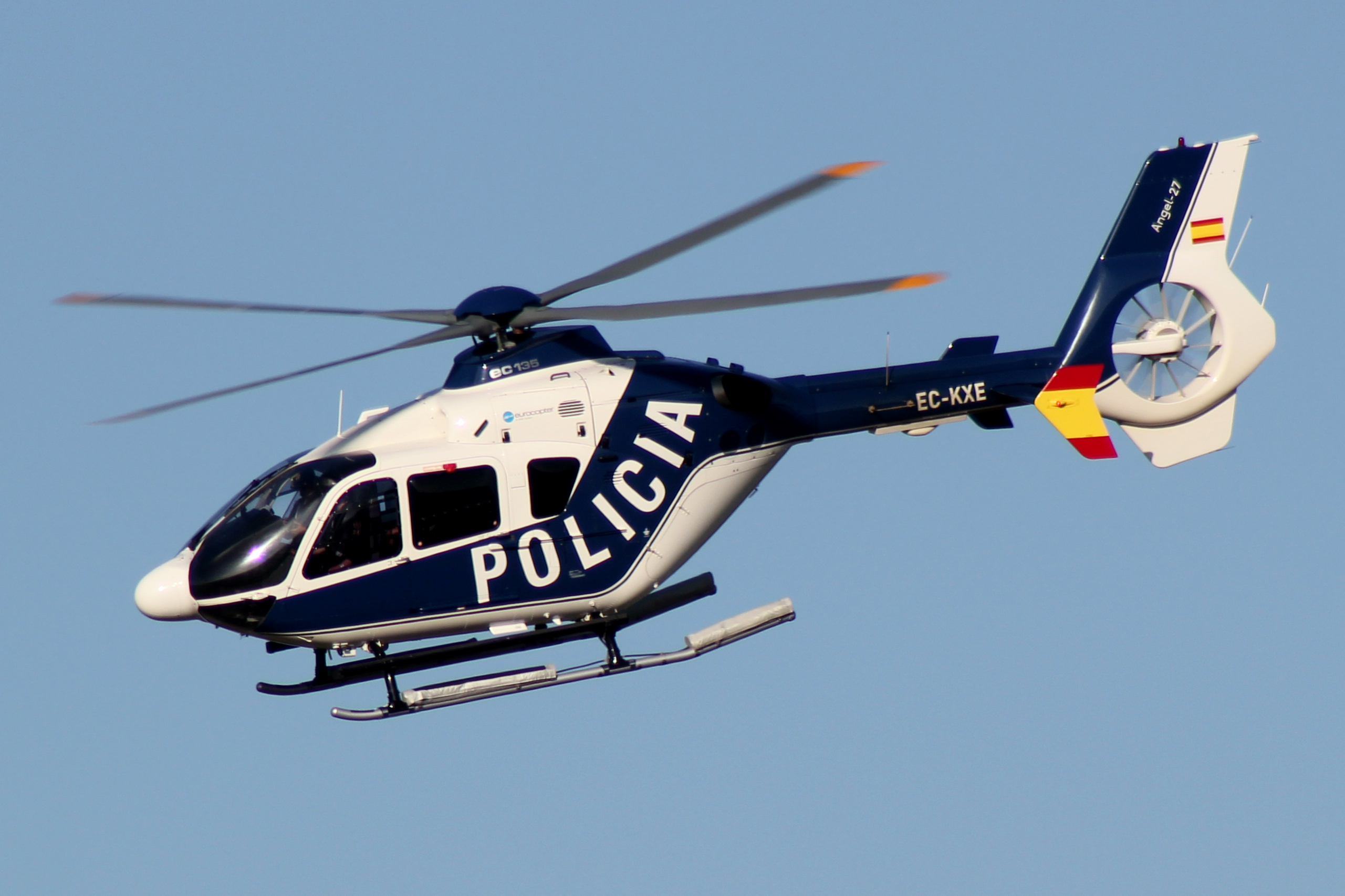
Eurocopter EC-135P-2+ despegando del Aeropuerto de Santiago de Compostela.
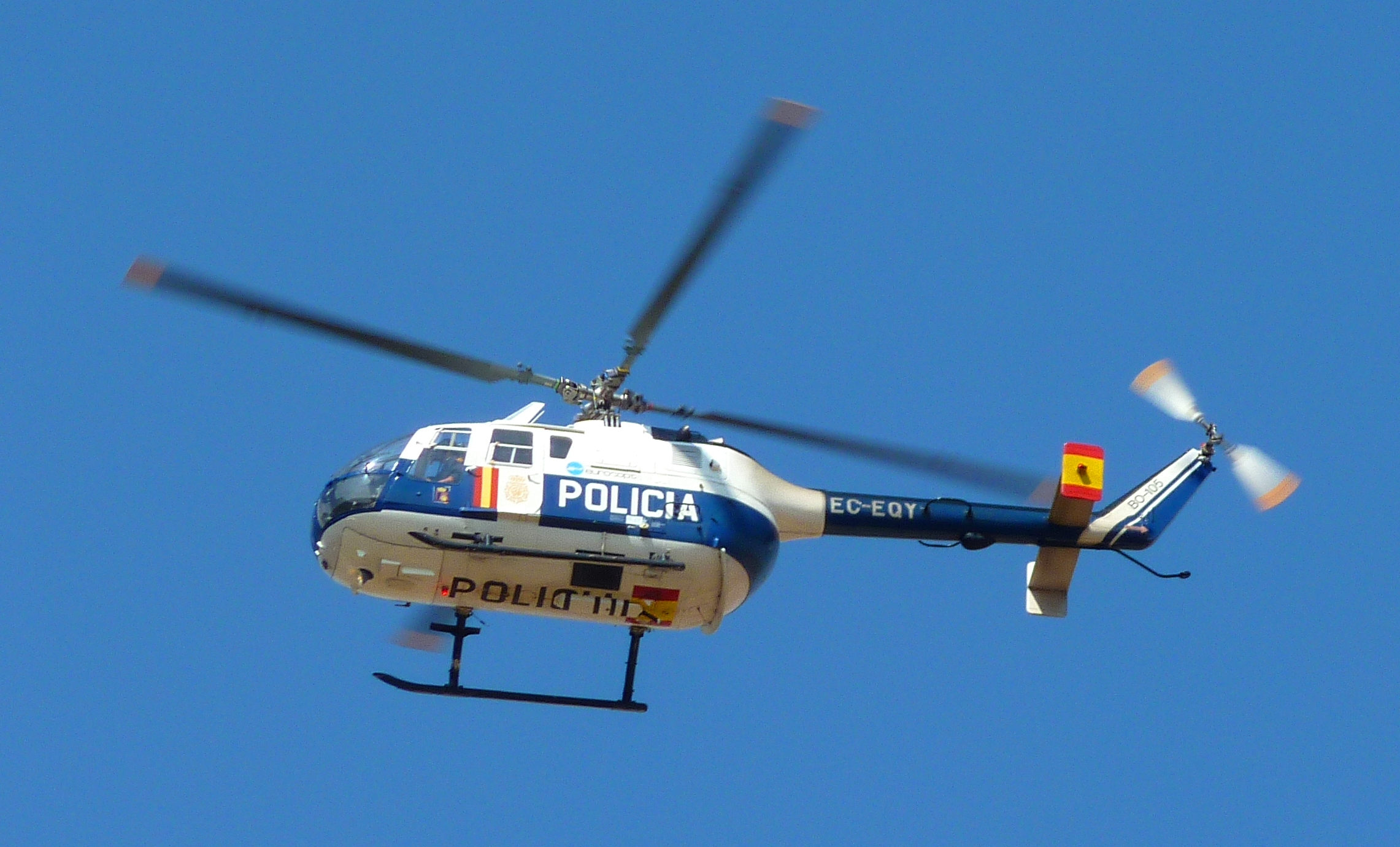
MBB Bö-105CBS-4.
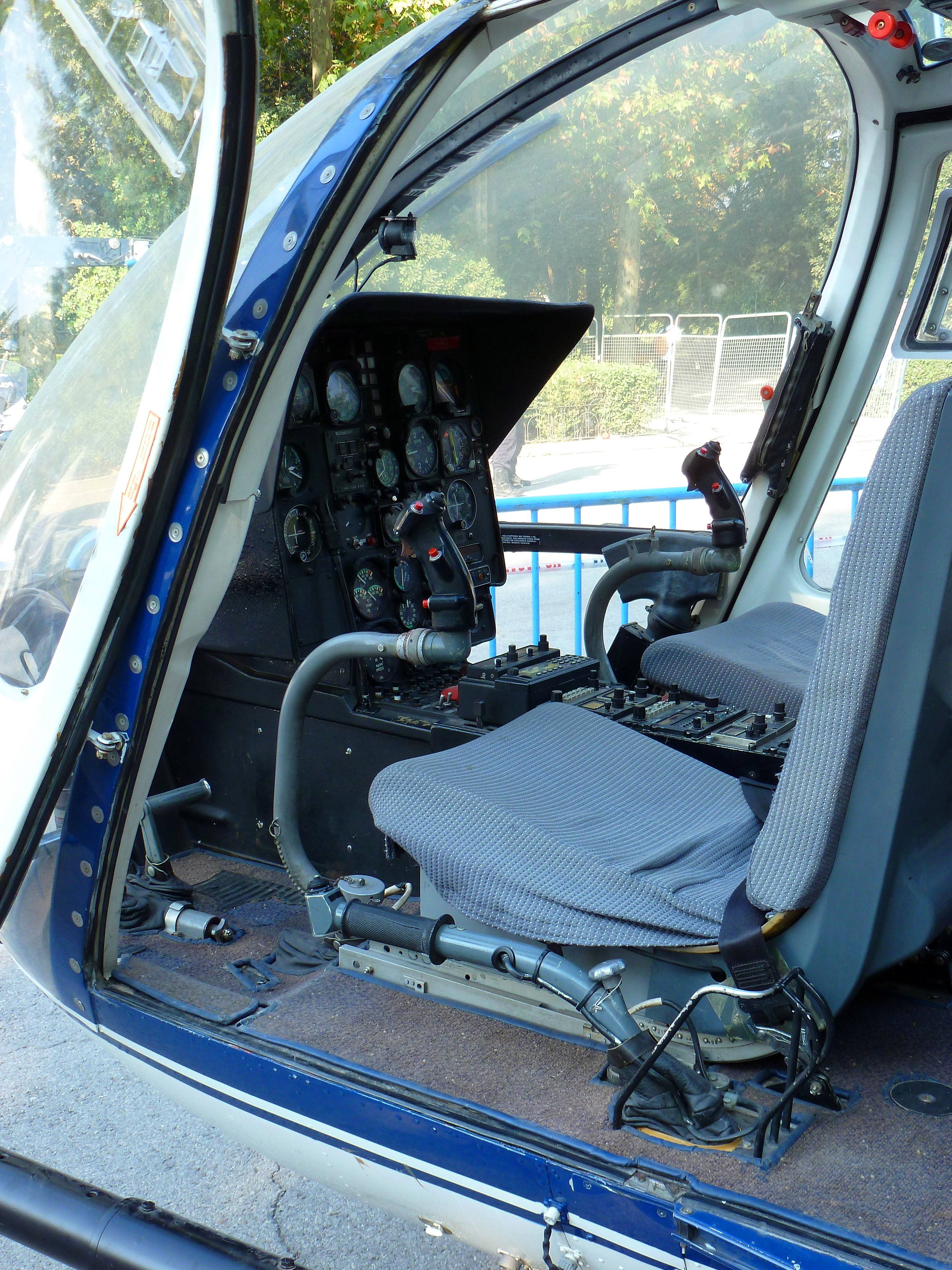
Cabina de vuelo del modelo de Bölkow.
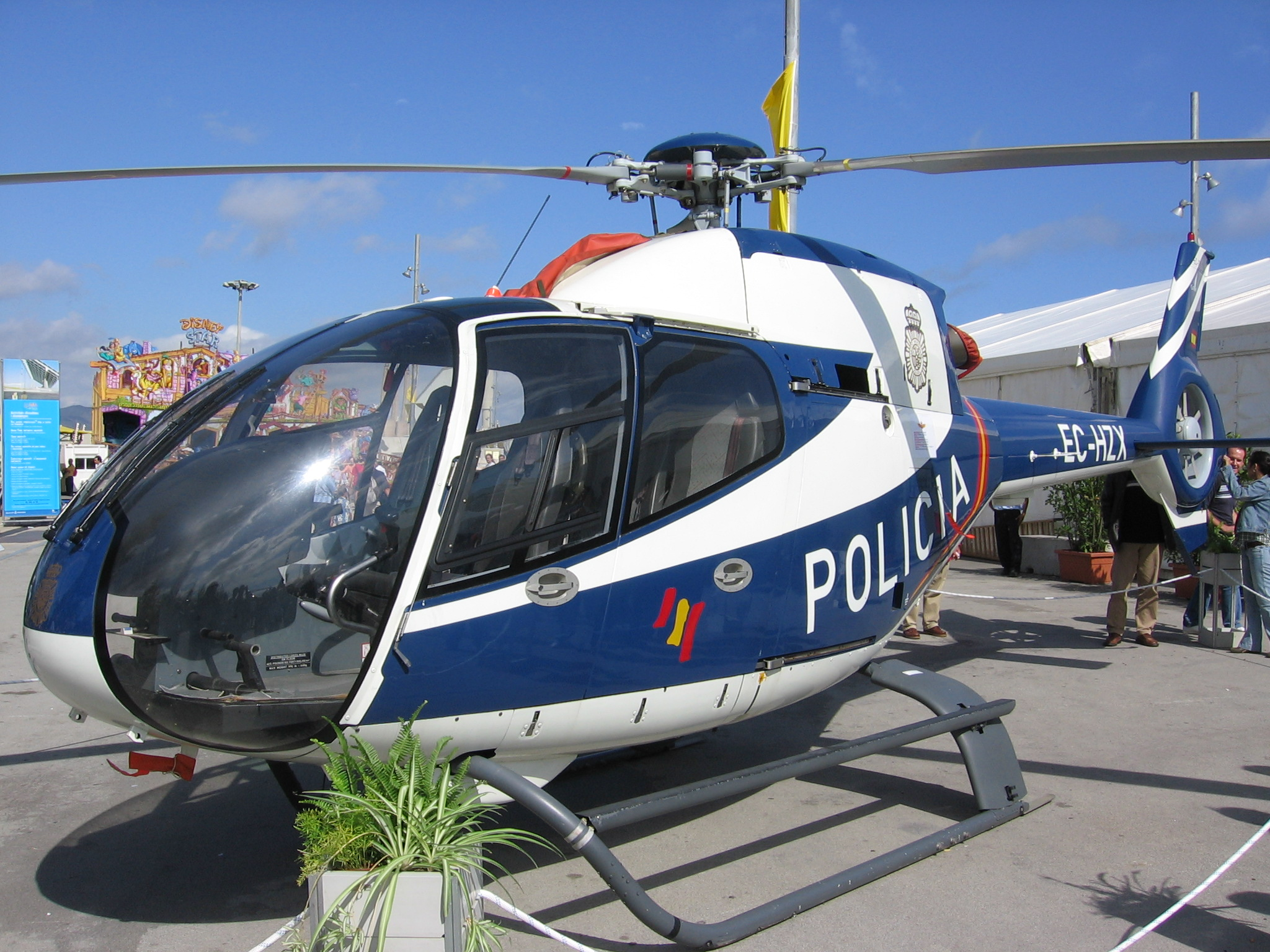
Eurocopter EC-120B Colibri, modelo utilizado para labores de entrenamiento.
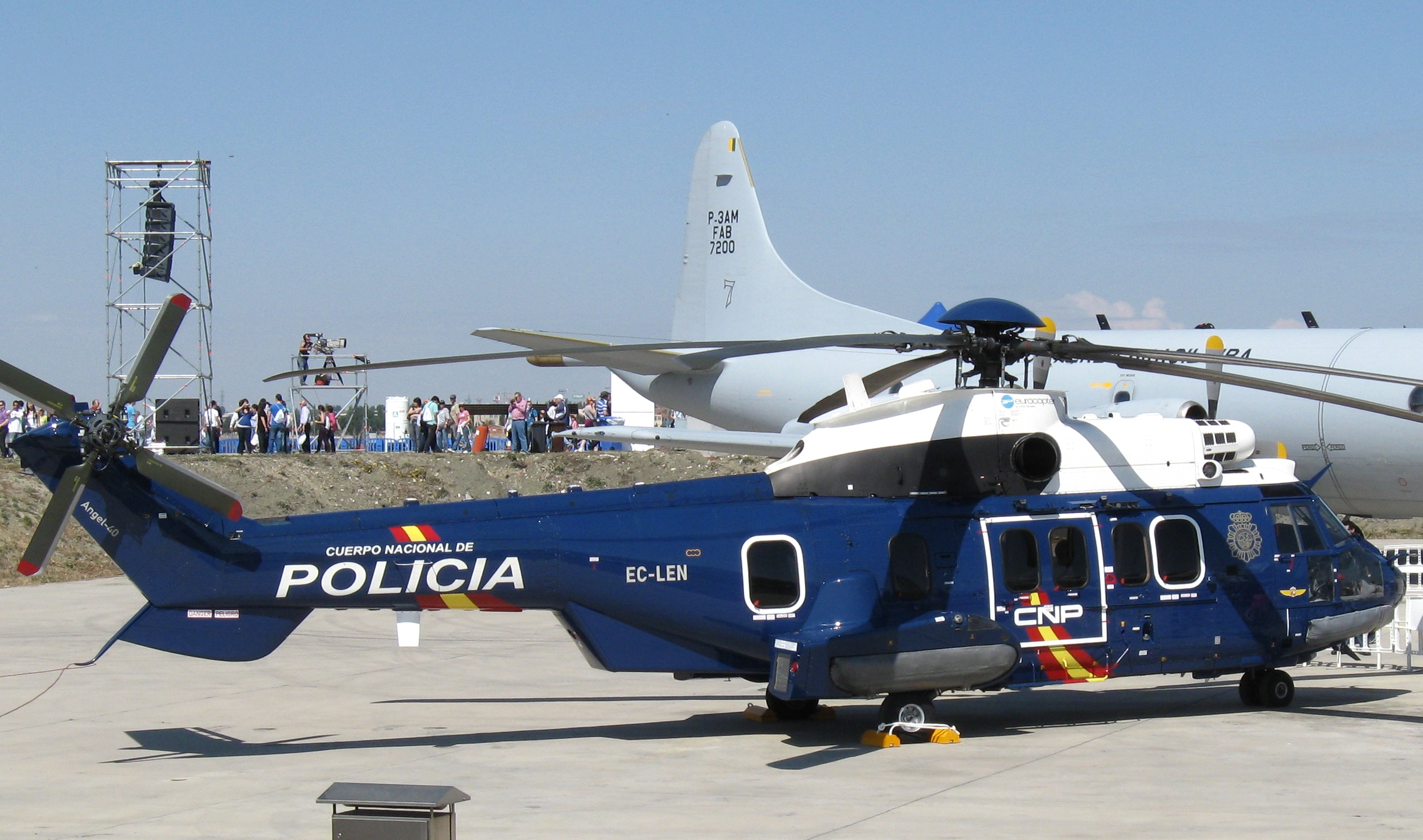
Eurocopter EC-225LP Ángel 40, helicóptero que ya no pertenece a la Policía y que estuvo destinado especialmente al transporte de equipos del GEO.
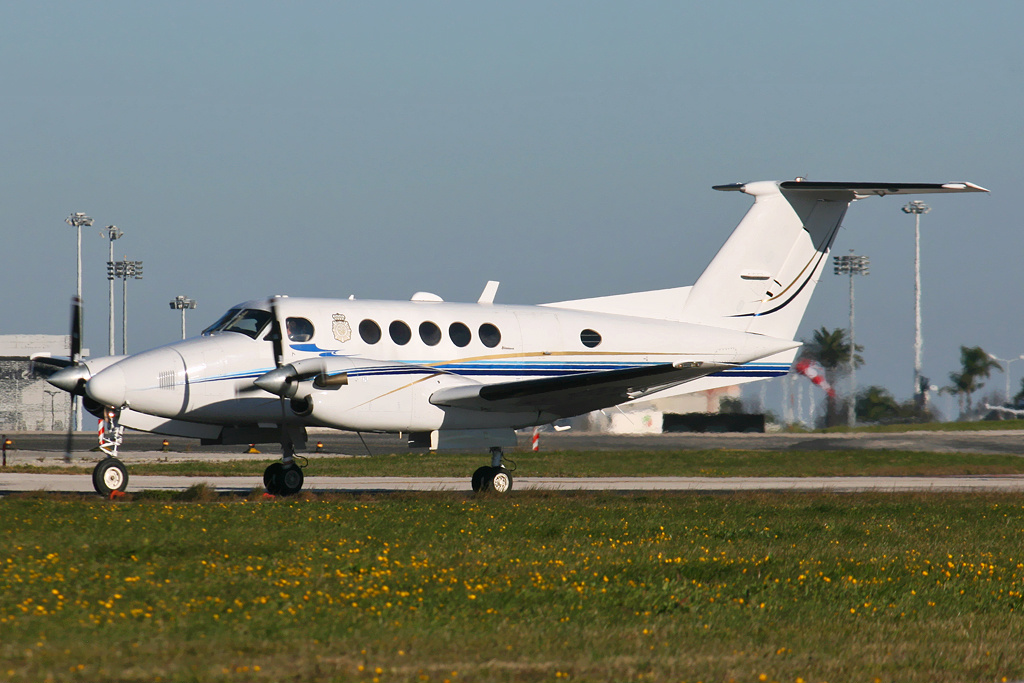
Beechcraft B200 Super King Air del SMA en el Aeropuerto de Lisboa.
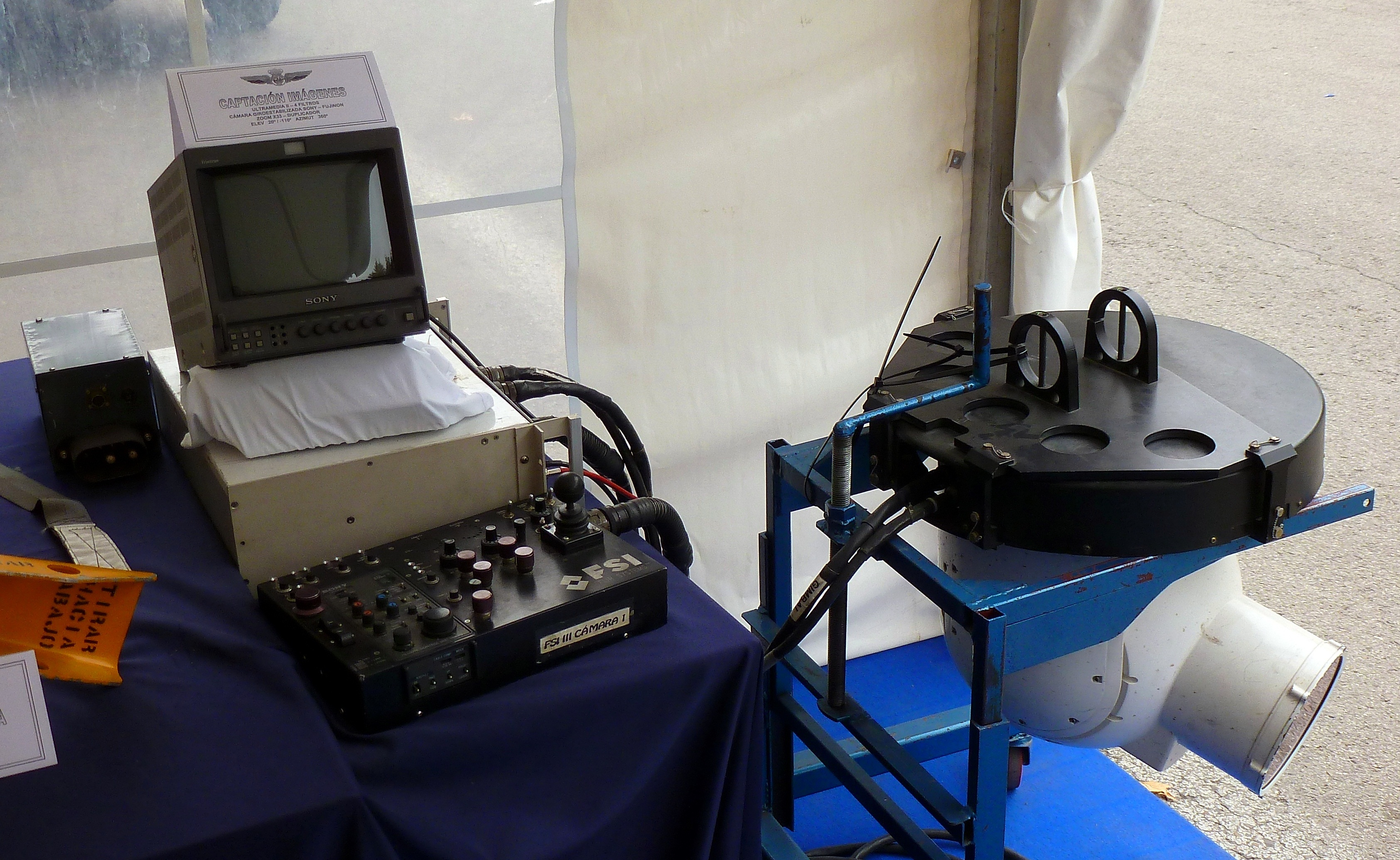
Cámara giroestabilizada Sony-Fujinon-FSI Flir Systems.
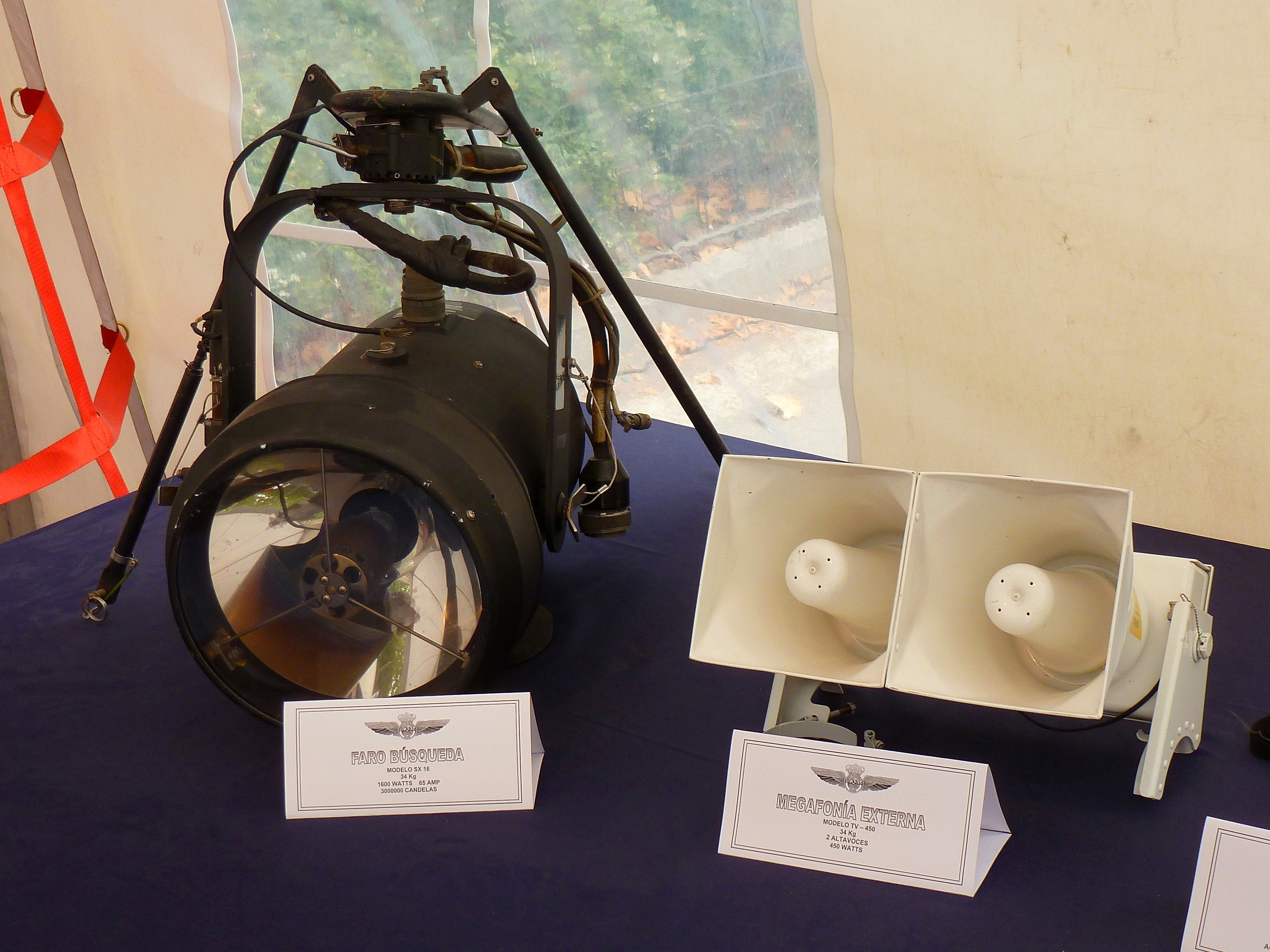
Faro de búsqueda SX 16 y altavoces TV-450.
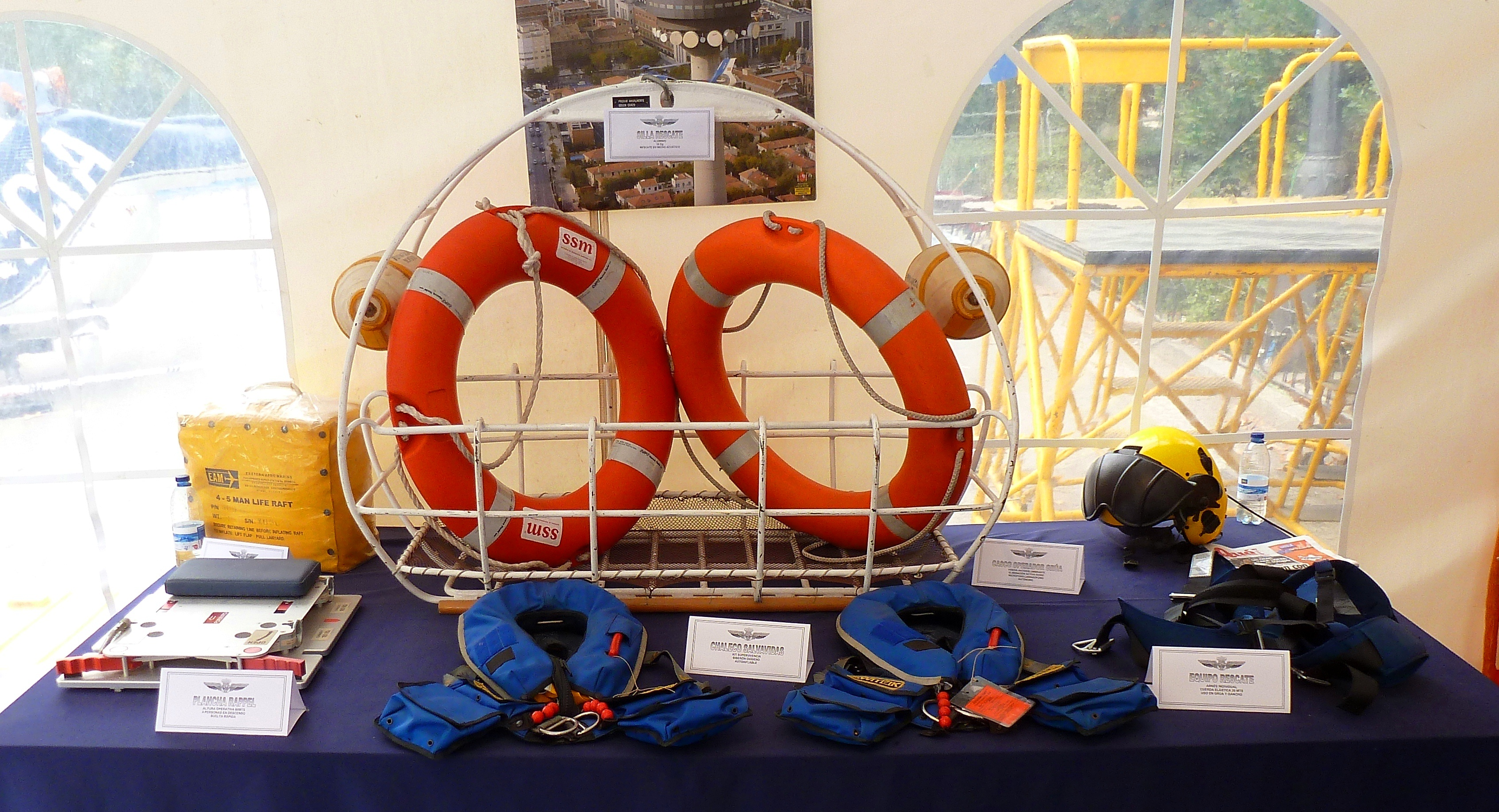
Equipo de rescate.
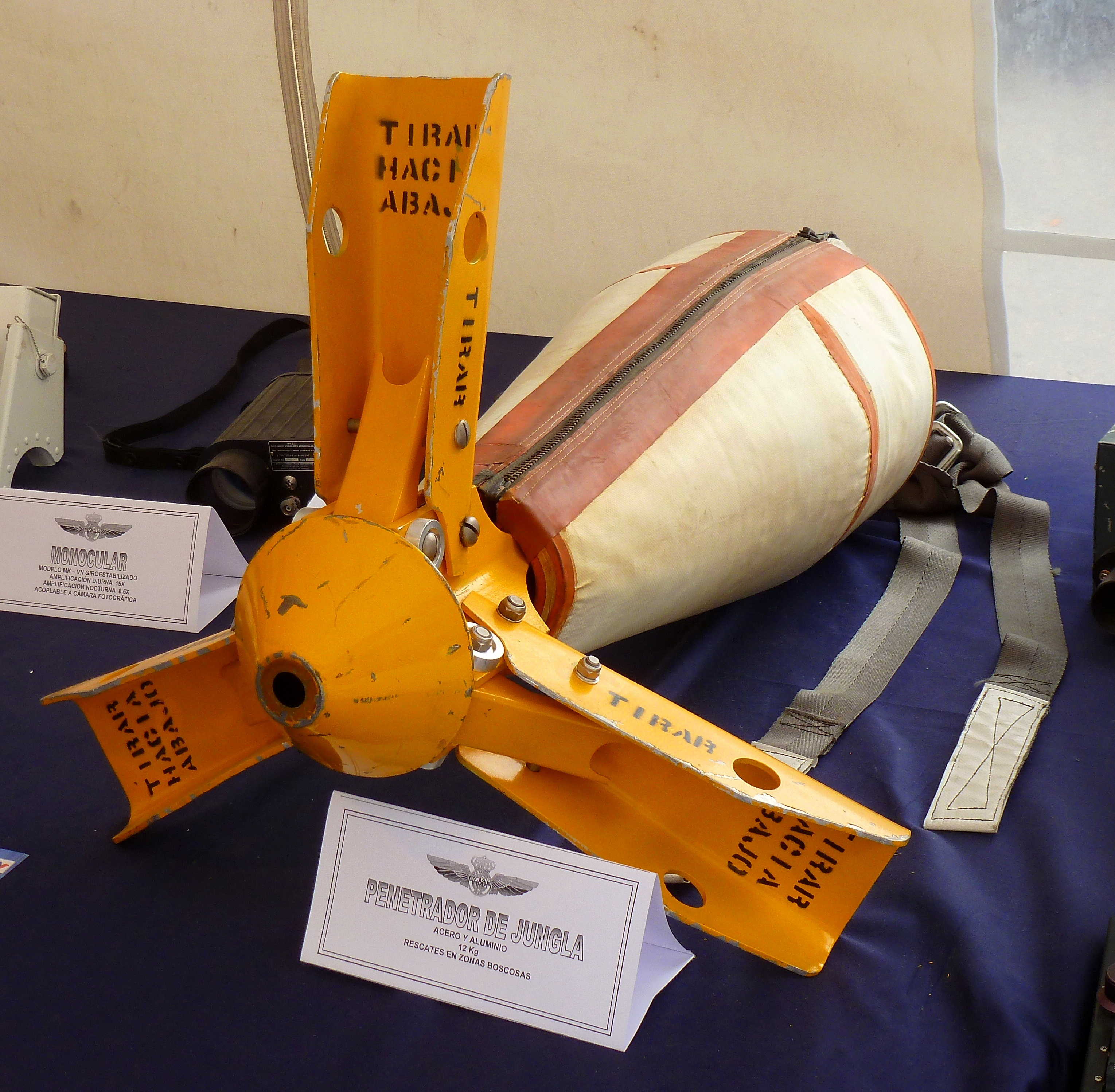
Penetrador de jungla para rescate en zonas boscosas.